# 洛卡龍屬
洛卡龍屬（學名：Rocasaurus）是泰坦巨龍類恐龍的一屬，生存於白堊紀晚期的南美洲，約7500萬年前。洛卡龍可以生長至8公尺長，是較為小型的蜥腳下目。化石是在2000年發現於阿根廷。模式種是穆氏洛卡龍（R. muniozi），是由利安納度·薩爾加多（Leonardo Salgado）與Azpilicueta在2000年正式描述、命名。

## 外部連結
- 洛卡龍的發現 （页面存档备份，存于）